# Frawardigan
Frawardigan bezeichnet die 10 Tage am Ende des zoroastrischen Jahres, an denen der Seelen der Verstorbenen gedacht wird.
Der Name frawardigan ist eine mittelpersische Bezeichnung, die auf die fravashi (präexistente Menschenseelen, Schutzgeister) der Zarathustrier anspielt. Diese umfassen die Seelen der Toten, der Lebenden und der Ungeborenen. Die Praxis der Totenverehrung ist älter als der Name und wird schon in der Avesta bezeugt, besonders in Yasht 13.49, wo der Ritus avestisch Hamaspathmaidyem genannt wird, ein Wort unklarer Bedeutung. In der Gegenwart wird das Fest auch mukhtad oder panji genannt, „Allerseelen“.
Wie alle anderen Feste der Zoroastrier war Frawardigan eintägig und fand am letzten Tag des Jahres statt. Dieser Tag, Pateti genannt, von patet, „Bekenntnis“, war ein Tag der Selbsterforschung vor der Feier des Neujahrstages. Die Kalenderreformen im 3. und 4. Jahrhundert führten zu einer Verlängerung der Feierlichkeiten und der Einführung von Schalttagen (Gatha-Tagen) am Ende des 12. Monats.
Zusammen wurde damit Frawardigan zehn Tage lang gefeiert. Unter den Zarathustriern Indiens gab es einen mukhtad von 18 Tagen. Frawardigan ist nicht zu verwechseln mit Fraward Jashan, dem Festtag am 19. Tag (frawarden) des 1. Monats (frawarden) des zoroastrischen Kalenders.
Im Mittelalter wurden nach al-Bīrūnīs Chronologie des 10. Jahrhunderts geweihte Speisen für die Ahnen ausgestellt. Man glaubte, die Geister der Ahnen würden zurückkehren, um bei ihren Familien zu sein. Noch heute werden in beiden zoroastrischen Gemeinden (den indischen Parsi und im Iran) die Häuser sorgfältig gereinigt und für die Ankunft der Geister vorbereitet. Eine Lampe wird entzündet, um sie zu begrüßen. Sie leuchtet während der gesamten Dauer des Festes. Frawardigan zeichnet sich durch Frohsinn und Pietät aus und wird kaum von einer Angst vor dem Jenseits berührt.
Frawardigan ist zugleich eine Zeit innerer Einkehr und Besinnung, der Reue und Buße. Zoroastrier versammeln sich noch heute in ihren Tempeln, um Gebete für ihre Ahnen zu beten. Nach der Verehrung bieten die Familien Obst, Weihrauch, Blumen, Holz und Geld in Ritualen an, die ein Priester am Tempelfeuer leitet.